# Hermannia tenuiseta
Hermannia tenuiseta är en kvalsterart som först beskrevs av P. Balogh 1988.  Hermannia tenuiseta ingår i släktet Hermannia och familjen Hermanniidae. Inga underarter finns listade i Catalogue of Life.